# شیرجه در المپیک تابستانی ۱۹۸۰ – سکوی ۱۰ متر زنان
شیرجه در بازی‌های المپیک تابستانی ۱۹۸۰ - سکوی ۱۰ متر زنان (انگلیسی: Diving at the 1980 Summer Olympics – Women's 10 metre platform) یکی از چهار رویداد شیرجه در بازی‌های المپیک تابستانی ۱۹۸۰ بود. این رقابت‌ها در دو مرحله مقدمانی و نهایی در ۲۵ و ۲۶ ژوئیه برگزار شدند.